# Hubert Brunard
Pour les articles homonymes, voir Brunard.
 Hubert Frédéric Brunard, né à Bruxelles, le 9 août 1846 et y décédé le 22 décembre 1920 fut un homme politique belge francophone libéral.

## Biographie
Avocat, il fut échevin d'Ixelles et sénateur de l'arrondissement de Bruxelles dès 1914,,.